# WebDNA
WebDNA是具有嵌入式数据库系统的解释型语言的Server-side scripting，专门为万维网设计。它的主要用途是创建数据库驱动的动态网页应用程序。该名称于1995年发布，并于1998年注册为商标。WebDNA目前由维护。